# 2010-es Race of Champions

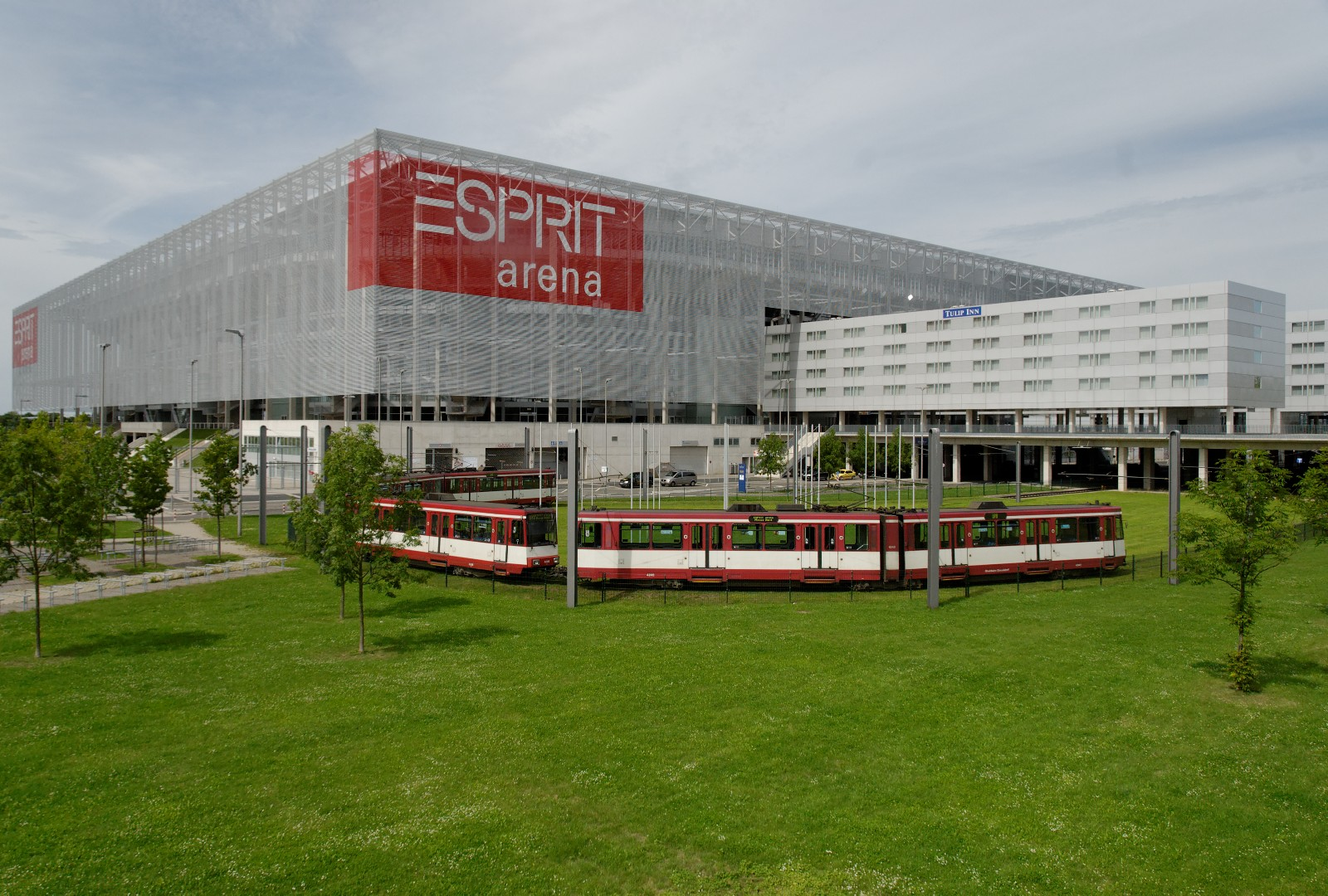
A verseny helyszínéül szolgáló Esprit Aréna.

2010-ben 23. alkalommal rendezték meg a Race of Champions-t, november 27–28. között. Ebben az évben Németország adott otthont az eseménynek a düsseldorfi Esprit Arénában.

## Résztvevők
| Ország                    | Versenyzők         | 2010-es széria                   |
| ------------------------- | ------------------ | -------------------------------- |
| All-Stars                 | Mick Doohan        | nincs                            |
| All-Stars                 | Tanner Foust       | Rali Amerika                     |
| Benelux                   | Bertrand Baguette  | IndyCar Series                   |
| Benelux                   | Jeroen Bleekemolen | ALMS & Porsche-szuperkupa        |
| Franciaország             | Sébastien Loeb     | WRC                              |
| Franciaország             | Alain Prost        | Andros Trophy                    |
| Németország               | Michael Schumacher | Formula–1                        |
| Németország               | Sebastian Vettel   | Formula–1                        |
| Egyesült Királyság        | Jason Plato        | BTCC                             |
| Egyesült Királyság        | Andy Priaulx       | WTCC                             |
| Északi országok           | Heikki Kovalainen  | Formula–1                        |
| Északi országok           | Tom Kristensen     | Le Mans Series                   |
| Portugália                | Filipe Albuquerque | Italian GT                       |
| Portugália                | Álvaro Parente     | Superleague Formula & Spanish GT |
| Amerikai Egyesült Államok | Carl Edwards       | NASCAR                           |
| Amerikai Egyesült Államok | Travis Pastrana    | Rali Amerika                     |

## RoC Nemzetek kupája

### A csoport
| Poz | Csapat             | Verseny | Gy | V | Legjobb idő |
| --- | ------------------ | ------- | -- | - | ----------- |
| 1   | Egyesült Királyság | 6       | 4  | 2 | 2:22.3759   |
| 2   | Franciaország      | 6       | 3  | 3 | 2:22.1913   |
| 3   | Északi országok    | 6       | 3  | 3 | 2:23.2136   |
| 4   | Portugália         | 6       | 2  | 4 | 2:23.7699   |

| Csapat 1                 | Állás | Csapat 2                     |
| ------------------------ | ----- | ---------------------------- |
| Franciaország            | 1–1   | Északi országok              |
| Alain Prost 1:11.8307    | 1–1   | Heikki Kovalainen 1:10.9713  |
| Sébastien Loeb 1:10.3606 | 1–1   | Tom Kristensen 1:12.2423     |
| Egyesült Királyság       | 1–1   | Portugália                   |
| Jason Plato 1:11.9223    | 1–1   | Álvaro Parente 1:10.8405     |
| Andy Priaulx 1:10.4536   | 1–1   | Filipe Albuquerque 1:12.9294 |
| Franciaország            | 0–2   | Egyesült Királyság           |
| Alain Prost 1:18.1618    | 0–2   | Jason Plato 1:15.6128        |
| Sébastien Loeb 1:15.7884 | 0–2   | Andy Priaulx 1:13.8095       |

| Csapat 1                    | Állás | Csapat 2                     |
| --------------------------- | ----- | ---------------------------- |
| Északi országok             | 1–1   | Portugália                   |
| Heikki Kovalainen 1:14.7066 | 1–1   | Álvaro Parente 1:15.6223     |
| Tom Kristensen 1:13.4820    | 1–1   | Filipe Albuquerque 1:13.1479 |
| Franciaország               | 2–0   | Portugália                   |
| Alain Prost 1:14.0018       | 2–0   | Álvaro Parente DNF           |
| Sébastien Loeb 1:13.5254    | 2–0   | Filipe Albuquerque 1:14.3921 |
| Északi országok             | 1–1   | Egyesült Királyság           |
| Heikki Kovalainen 1:11.6949 | 1–1   | Jason Plato 1:12.7642        |
| Tom Kristensen 1:14.0499    | 1–1   | Andy Priaulx 1:12.9157       |

### B csoport
| Poz | Csapat                    | Verseny | Gy | V | Legjobb idő |
| --- | ------------------------- | ------- | -- | - | ----------- |
| 1   | Benelux                   | 6       | 4  | 2 | 2:26.0601   |
| 2   | Németország               | 6       | 3  | 3 | 2:24.8746   |
| 3   | All-Stars                 | 6       | 3  | 3 | 2:25.5769   |
| 4   | Amerikai Egyesült Államok | 6       | 2  | 4 | 2:26.2579   |

| Csapat 1                     | Állás | Csapat 2                     |
| ---------------------------- | ----- | ---------------------------- |
| Németország                  | 1–1   | Amerikai Egyesült Államok    |
| Michael Schumacher 1:13.2931 | 1–1   | Carl Edwards 1:16.1596       |
| Sebastian Vettel 1:14.5010   | 1–1   | Travis Pastrana 1:14.3588    |
| All-Stars                    | 0–2   | Benelux                      |
| Mick Doohan 1:15.4307        | 0–2   | Bertrand Baguette 1:14.6927  |
| Tanner Foust 1:15.3806       | 0–2   | Jeroen Bleekemolen 1:15.3400 |
| Németország                  | 1–1   | Benelux                      |
| Michael Schumacher 1:14.6622 | 1–1   | Bertrand Baguette 1:12.8820  |
| Sebastian Vettel 1:13.2710   | 1–1   | Jeroen Bleekemolen 1:14.8923 |

| Csapat 1                     | Állás | Csapat 2                     |
| ---------------------------- | ----- | ---------------------------- |
| All-Stars                    | 2–0   | Amerikai Egyesült Államok    |
| Mick Doohan 1:13.7260        | 2–0   | Carl Edwards 1:14.4291       |
| Tanner Foust 1:15.4174       | 2–0   | Travis Pastrana 1:17.0747    |
| Németország                  | 1–1   | All-Stars                    |
| Michael Schumacher 1:12.8815 | 1–1   | Mick Doohan 1:15.4533        |
| Sebastian Vettel 1:11.9931   | 1–1   | Tanner Foust 1:11.8509       |
| Amerikai Egyesült Államok    | 1–1   | Benelux                      |
| Carl Edwards 1:14.9945       | 1–1   | Bertrand Baguette 1:13.5070  |
| Travis Pastrana 1:11.8288    | 1–1   | Jeroen Bleekemolen 1:13.1781 |

### Kieséses szakasz
|  | Elődöntő | Elődöntő           | Elődöntő  | Elődöntő    | Elődöntő  |           |                    | Döntő     | Döntő     | Döntő     | Döntő | Döntő |  |
|  |          |                    |           |             |           |           |                    |           |           |           |       |       |  |
|  | A1       | Egyesült Királyság | 1:15.0992 | 1:09.3941   |           |           |                    |           |           |           |       |       |  |
|  | A1       | Egyesült Királyság | 1:15.0992 | 1:09.3941   |           |           |                    |           |           |           |       |       |  |
|  | A2       | Franciaország      | 1:17.0332 | 1:10.0525   |           |           |                    |           |           |           |       |       |  |
|  | A2       | Franciaország      | 1:17.0332 | 1:10.0525   |           | A1        | Egyesült Királyság | 1:13.4243 | 1:14.0864 | 1:12.8034 |       |       |  |
|  |          |                    |           |             |           | A1        | Egyesült Királyság | 1:13.4243 | 1:14.0864 | 1:12.8034 |       |       |  |
|  |          |                    | B2        | Németország | 1:11.5572 | 1:14.5001 | 1:12.1788          |           |           |           |       |       |  |
|  | B2       | Németország        | B2        | Németország | 1:11.5572 | 1:14.5001 | 1:12.1788          | 1:13.4447 | 1:11.9271 |           |       |       |  |
|  | B2       | Németország        |           |             |           |           |                    |           |           |           |       |       |  |
|  | B1       | Benelux            | 1:15.0526 | 1:14.0886   |           |           |                    |           |           |           |       |       |  |

## Bajnokok tornája
| Poz | Csapat             | Verseny | Gy | V | Legjobb idő |
| --- | ------------------ | ------- | -- | - | ----------- |
| 1   | Sébastien Loeb     | 3       | 3  | 0 | 1:09.6723   |
| 2   | Bertrand Baguette  | 3       | 2  | 1 | 1:11.2396   |
| 3   | Jeroen Bleekemolen | 3       | 1  | 2 | 1:14.6367   |
| 4   | Heikki Kovalainen  | 3       | 0  | 3 | 1:10.7743   |

| Versenyző 1       | Idő 1        |  | Versenyző 2        | Idő 2     |
| ----------------- | ------------ |  | ------------------ | --------- |
| Sébastien Loeb    | 1:10.6248    |  | Heikki Kovalainen  | 1:10.7743 |
| Bertrand Baguette | 1:14.1540    |  | Jeroen Bleekemolen | 1:14.6367 |
| Sébastien Loeb    | 1:09.6723    |  | Bertrand Baguette  | 1:11.2396 |
| Sébastien Loeb    | 1:14.1456    |  | Jeroen Bleekemolen | 1:15.6355 |
| Heikki Kovalainen | Visszalépett |  | Jeroen Bleekemolen |           |
| Heikki Kovalainen | Visszalépett |  | Bertrand Baguette  |           |

| Poz | Csapat          | Verseny | Gy | V | Legjobb idő |
| --- | --------------- | ------- | -- | - | ----------- |
| 1   | Andy Priaulx    | 3       | 3  | 0 | 1:12.0706   |
| 2   | Tom Kristensen  | 3       | 2  | 1 | 1:13.2770   |
| 3   | Mick Doohan     | 3       | 1  | 2 | 1:14.5662   |
| 4   | Travis Pastrana | 3       | 0  | 3 | 1:13.3010   |

| Versenyző 1    | Idő 1     |  | Versenyző 2     | Idő 2     |
| -------------- | --------- |  | --------------- | --------- |
| Tom Kristensen | 1:13.7677 |  | Andy Priaulx    | 1:13.5398 |
| Mick Doohan    | 1:14.5662 |  | Travis Pastrana | 1:22.5878 |
| Tom Kristensen | 1:13.2770 |  | Travis Pastrana | 1:13.3010 |
| Andy Priaulx   | 1:12.0706 |  | Mick Doohan     | 1:14.9119 |
| Tom Kristensen | 1:19.7356 |  | Mick Doohan     | 1:28.1468 |
| Andy Priaulx   | 1:15.2130 |  | Travis Pastrana | 1:20.2790 |

| Poz | Csapat             | Verseny | Gy | V | Legjobb idő |
| --- | ------------------ | ------- | -- | - | ----------- |
| 1   | Filipe Albuquerque | 3       | 3  | 0 | 1:12.3105   |
| 2   | Sebastian Vettel   | 3       | 2  | 1 | 1:10.8390   |
| 3   | Tanner Foust       | 3       | 1  | 2 | 1:13.5534   |
| 4   | Carl Edwards       | 3       | 0  | 3 | 1:14.1612   |

| Versenyző 1      | Idő 1     |  | Versenyző 2        | Idő 2     |
| ---------------- | --------- |  | ------------------ | --------- |
| Sebastian Vettel | 1:10.8390 |  | Carl Edwards       | 1:16.6754 |
| Tanner Foust     | 1:23.3822 |  | Filipe Albuquerque | 1:12.3105 |
| Sebastian Vettel | 1:11.5282 |  | Tanner Foust       | 1:13.8784 |
| Carl Edwards     | 1:14.1612 |  | Filipe Albuquerque | 1:13.3267 |
| Sebastian Vettel | 1:18.3874 |  | Filipe Albuquerque | 1:18.1602 |
| Tanner Foust     | 1:13.5534 |  | Carl Edwards       | 1:15.6288 |

| Poz | Csapat             | Verseny | Gy | V | Legjobb idő |
| --- | ------------------ | ------- | -- | - | ----------- |
| 1   | Michael Schumacher | 3       | 3  | 0 | 1:11.5972   |
| 2   | Álvaro Parente     | 3       | 2  | 1 | 1:13.2014   |
| 3   | Alain Prost        | 3       | 1  | 2 | 1:12.9327   |
| 4   | Jason Plato        | 3       | 0  | 3 | 1:13.6447   |

| Versenyző 1        | Idő 1     |  | Versenyző 2    | Idő 2     |
| ------------------ | --------- |  | -------------- | --------- |
| Michael Schumacher | 1:11.6091 |  | Alain Prost    | 1:12.9327 |
| Jason Plato        | 1:13.6447 |  | Álvaro Parente | 1:13.2014 |
| Michael Schumacher | 1:11.5972 |  | Álvaro Parente | DNF       |
| Alain Prost        | 1:16.2842 |  | Jason Plato    | 1:17.4685 |
| Michael Schumacher | 1:16.6905 |  | Jason Plato    | 1:17.6316 |
| Alain Prost        | 1:32.9223 |  | Álvaro Parente | 1:20.5168 |

### Kieséses szakasz
|  | Negyeddöntő | Negyeddöntő        | Negyeddöntő |                    |           | Középdöntő         | Középdöntő | Középdöntő |           |  | Döntő | Döntő | Döntő | Döntő | Döntő |  |
|  |             |                    |             |                    |           |                    |            |            |           |  |       |       |       |       |       |  |
|  | FRA         | Sébastien Loeb     | 1:14.7092   |                    |           |                    |            |            |           |  |       |       |       |       |       |  |
|  | FRA         | Sébastien Loeb     | 1:14.7092   |                    |           |                    |            |            |           |  |       |       |       |       |       |  |
|  | DEN         | Tom Kristensen     | 1:14.8440   |                    |           |                    |            |            |           |  |       |       |       |       |       |  |
|  | DEN         | Tom Kristensen     | 1:14.8440   |                    | FRA       | Sébastien Loeb     | 1:09.4713  |            |           |  |       |       |       |       |       |  |
|  |             |                    |             |                    | FRA       | Sébastien Loeb     | 1:09.4713  |            |           |  |       |       |       |       |       |  |
|  |             |                    | GBR         | Andy Priaulx       | 1:10.6438 |                    |            |            |           |  |       |       |       |       |       |  |
|  | GBR         | Andy Priaulx       | GBR         | Andy Priaulx       | 1:10.6438 | 1:11.5151          |            |            |           |  |       |       |       |       |       |  |
|  | GBR         | Andy Priaulx       |             |                    |           |                    |            |            |           |  |       |       |       |       |       |  |
|  | BEL         | Bertrand Baguette  | 1:12.7099   |                    |           |                    |            |            |           |  |       |       |       |       |       |  |
|  | BEL         | Bertrand Baguette  | 1:12.7099   |                    | FRA       | Sébastien Loeb     | 1:12.6783  | 1:11.4592  | 1:12.2498 |  |       |       |       |       |       |  |
|  |             |                    |             |                    |           |                    |            |            | 1:12.2498 |  |       |       |       |       |       |  |
|  |             |                    | POR         | Filipe Albuquerque | 1:12.5643 | 1:11.4827          | 1:12.0671  |            |           |  |       |       |       |       |       |  |
|  | POR         | Filipe Albuquerque | POR         | Filipe Albuquerque | 1:12.5643 | 1:11.4827          | 1:12.0671  | 1:13.2381  |           |  |       |       |       |       |       |  |
|  | POR         | Filipe Albuquerque |             |                    |           |                    |            |            |           |  |       |       |       |       |       |  |
|  | POR         | Álvaro Parente     | 1:13.5935   |                    |           |                    |            |            |           |  |       |       |       |       |       |  |
|  | POR         | Álvaro Parente     | 1:13.5935   |                    | POR       | Filipe Albuquerque | 1:11.2094  |            |           |  |       |       |       |       |       |  |
|  |             |                    |             |                    | POR       | Filipe Albuquerque | 1:11.2094  |            |           |  |       |       |       |       |       |  |
|  |             |                    | GER         | Sebastian Vettel   | 1:11.3340 |                    |            |            |           |  |       |       |       |       |       |  |
|  | GER         | Michael Schumacher | GER         | Sebastian Vettel   | 1:11.3340 | 1:11.8648          |            |            |           |  |       |       |       |       |       |  |
|  | GER         | Michael Schumacher |             |                    |           |                    |            |            |           |  |       |       |       |       |       |  |
|  | GER         | Sebastian Vettel   | 1:11.2882   |                    |           |                    |            |            |           |  |       |       |       |       |       |  |

## Külső hivatkozások
A RoC hivatalos oldala